# Halové mistrovství Evropy v atletice 2009 – vrh koulí žen
Vrh koulí žen na halovém mistrovství Evropy v atletice 2009 se konal v italském Turíně ve dnech 6. března až 8. března 2009; dějištěm soutěže byla hala Oval Lingotto. Ve finálovém běhu zvítězila reprezentantka Německa Petra Lammertová.
| Umístění         | Sportovec           | 1     | 2     | 3     | 4     | 5     | 6     | Výkon      |
| ---------------- | ------------------- | ----- | ----- | ----- | ----- | ----- | ----- | ---------- |
| Zlatá medaile    | Petra Lammertová    | 19,66 | X     | X     | X     | X     | 19,39 | 19,66 m WL |
| Stříbrná medaile | Denise Hinrichsová  | 18,78 | 19,18 | 19,43 | 19,30 | 19,16 | 19,63 | 19,63 m PB |
| Bronzová medaile | Anca Heltneová      | 18,38 | 18,70 | 18,71 | 18,53 | 18,64 | X     | 18,71 m    |
| 4.               | Anna Omarovová      | X     | 17,90 | X     | 18,37 | 17,95 | X     | 18,37 m    |
| 5.               | Assunta Legnanteová | 17,59 | 18,05 | X     | X     | 17,95 | 17,43 | 18,05 m    |
| 6.               | Anna Avdějevová     | 17,35 | 17,34 | 17,96 | X     | X     | X     | 17,96 m    |
| 7.               | Laurence Manfrédi   | 17,05 | 17,25 | 17,79 | 17,92 | 17,69 | 17,51 | 17,92 m    |
| 8.               | Melissa Boekelman   | X     | X     | X     | 17,26 | 17,47 | X     | 17,47 m    |